# Renato Boccardo
Renato Boccardo (ur. 21 grudnia 1952 w Sant’Ambrogio di Torino) – włoski duchowny katolicki, arcybiskup Spoleto-Norcia od 2009.

## Życiorys
25 czerwca 1977 otrzymał święcenia kapłańskie. W 1978 rozpoczął przygotowanie do służby dyplomatycznej na Papieskiej Akademii Kościelnej. Po uzyskaniu doktoratu z prawa kanonicznego pracował w nuncjaturach apostolskich w Boliwii, Kamerunie i Francji. Od 1992 był pracownikiem Papieskiej Rady ds. Świeckich, gdzie odpowiadał za sekcję młodzieżową. Był także organizatorem Światowych Dni Młodzieży w latach 1993–2000. W 2001 został przeniesiony do Sekretariatu Stanu, gdzie został szefem protokołu do specjalnych poruczeń, jednocześnie odpowiadając za papieskie podróże apostolskie.
29 listopada 2003 został mianowany przez Jana Pawła II sekretarzem Papieskiej Rady ds. Środków Społecznego Przekazu oraz biskupem tytularnym Aquipendium.
Sakry biskupiej 24 stycznia 2004 r. udzielił mu w bazylice św. Piotra kardynał Angelo Sodano.
Następnie 22 lutego 2005 został sekretarzem Gubernatoratu Państwa Watykańskiego.
16 lipca 2009 Benedykt XVI mianował go arcybiskupem Spoleto-Norcia.
22 grudnia 2012 mianowany przez Benedykta XVI członkiem Kongregacji Spraw Kanonizacyjnych.